# 劇場版 NARUTO -ナルト- 疾風伝 絆
劇場版 NARUTO -ナルト- 疾風伝 絆（げきじょうばん ナルト しっぷうでん きずな）は、2008年8月2日に公開された日本のアニメ映画。漫画『NARUTO -ナルト-』を原作としたテレビアニメの劇場版。監督は亀垣一。アニメ第2期の劇場版としては、これが第2作目である。キャッチコピーは、「宿命の再会――」。2007年に発表された仮題は、「劇場版NARUTO疾風伝08」であった。興行収入11.6億円。週刊少年ジャンプ創刊40周年記念作品。

## ストーリー
ある日木ノ葉隠れの里は、突如謎の忍達の襲撃を受け甚大な被害を被る。敵の正体は、かつて木ノ葉に滅ぼされた「空の国」の忍・空忍だった。ナルトとサクラ、ヒナタは、里に現れた凄腕の医師・神農やその弟子であるアマルと共に、正体不明の忍達に襲撃されたという火の国の外れにあるアマルの住む村に向かい辿り着くが、里は既に何者達かの手によって破壊されており、焦りから飛び出したアマルは何者達かによって攻撃され、それを庇った神農は大量のクナイを体に受けて死亡してしまう。その後ナルトとサクラは謎の遺跡を発見するが、二人の目の前には正気を失ったアマルが現れ、アマルは「零尾」を名乗ると同時に大蛇のような化け物に変化を遂げて二人を襲う。ナルトは「零尾」の力の前に苦戦し、一時は九尾の力が暴走し掛けるも、事前に自来也から渡されていた札の影響で正気を取り戻し、零尾に憑依されたアマルに神農との絆を訴えかけてアマルの正気を取り戻させる。しかし直後に遺跡が振動を起こし、ナルトはサクラにアマルを連れて木ノ葉からの増援を要請するように頼むが、アマルは神農のためにも里の異変の原因を突き止めるべくナルトと共に遺跡に乗りこむ。するとその時里の周囲の大地が動き出し、ナルトとアマルを連れたまま遺跡は空へと浮かび上がる。
ナルトとアマルは遺跡の中を探索する中、そこに死んだと思われていた神農の姿を発見する。実は神農の正体は空の国の長であり、サクラやヒナタを欺いて死を装い「肉体活性の術」で生き延びていた。そして神農は自身が今までアマルを騙して利用していたことを二人に明かし、そして闇のチャクラの力とそれを利用して手に入れた究極肉体、さらにはそれにより八門遁甲の全門を開放して放つ体術「超活性拳」でナルトを圧倒する。ナルトは神農に対し渾身の反撃を放ち、止めに螺旋丸を当てようとするも、突如現れたサスケに螺旋丸を弾かれる。サスケは大蛇丸が神農の力を必要としていることを告げ、断れば力づくでも連行すると言い放ち、神農はそれを拒否して再び「肉体活性の術」を使用しようとするも、ナルトとの戦闘中にサスケによって放たれていた「千鳥千本」により事前に体内のチャクラの経絡系が損傷させられていたことにより逆に老化。神農は零尾に関する巻物をサスケに渡して逃亡し、ナルトとサスケはアマルに村人たちの救出を任せて神農を追うが、神農が向かった先は周囲のチャクラを吸収して無効化するアンコール・バンティアンの中枢部だった。そして神農は零尾と一体化して2人を追い詰めるが、最終的に2人の連携攻撃により零尾から引き剥がされて敗北。その後二人は暴走した零尾の手から逃れ、一方のアマルは捕らえられていたヒナタや村人達を救出して脱出用の飛行船に乗り込んで共に脱出、サスケも呪印の力を利用して飛び降り、1人残ったナルトは影分身達を使ってアンコール・バンティアンを零尾諸共破壊。そしてそのまま墜落するもアマルに助けられ、下で待機していた自来也の口寄せしたカエルの太鼓腹の上に落ちることで一命を取りとめた。

## 登場人物

### メインキャラクター
- うずまきナルト（声 - 竹内順子）
- 春野サクラ（声 - 中村千絵）
- うちはサスケ（声 - 杉山紀彰）
- はたけカカシ（声 - 井上和彦）
- 奈良シカマル（声 - 森久保祥太郎）
- 秋道チョウジ（声 - 伊藤健太郎）
- 日向ヒナタ（声 - 水樹奈々）
- 油女シノ（声 - 川田紳司）
- 日向ネジ（声 - 遠近孝一）
- サイ（声 - 日野聡）
- ヤマト（声 - 小山力也）
- 五代目火影・綱手（声 - 勝生真沙子）
- シズネ（声 - 根本圭子）
- 自来也（声 - 大塚芳忠）
- 大蛇丸（声 - くじら）
- 薬師カブト（声 - 神奈延年）

以上の人物についてはNARUTO -ナルト-の登場人物を参照。

### オリジナルキャラクター
アマル
声 - くまいもとこ
赤い髪にバンダナを巻いた少女。しかし第一人称は「オレ」であったことから、当初ナルト達は少年と間違えていた。幼少期に患った難病を治してもらったことから神農を師匠として慕っており、医者を目指していた。
神農
声 - 石塚運昇
白い長髪にバンダナを巻いた大柄な老人。第一人称は「ワシ」。表向きは温和で弟子思いな性格だが、その本性はアマルを欺いて零尾を憑依させ、アマルの直向きな師である自身への想いを嘲笑うなど冷酷で残忍な性格。その正体は空の国の長であり、零尾に関する巻物を手に入れて世界を征服するため、14年前から凄腕の医者として世界を渡り歩いており、1年前にその巻物を発見していた。アマルを弟子としている。木ノ葉が襲撃された時は完璧な治療で負傷者を助けた。アマルの村が襲撃された時は空忍が仕掛けた罠で死亡したかに見えたが、実際はチャクラによる肉体活性の術で傷を治癒していた。
アンコールバンティアンでナルトとアマルの前に現れ、闇のチャクラの力と八門遁甲全てを常に開放できる超活性拳でナルトを圧倒するが、突如参戦したサスケにより体のチャクラの流れを乱され、形成が悪化し零尾のもとへ逃亡、チャクラを無効化し、零尾と融合し、ナルトとサスケを追い詰めるが、2人の猛攻の末に敗れ去る。

## 用語
空の国
かつて第二次忍界大戦によって、五大国に対抗したが木ノ葉隠れに滅ぼされたと思われていた国。空の国の忍「空忍」はチャクラを流した飛行凧で空を飛ぶことができ、クナイを連射するマシンガンのような武器を携行する。とある入江に隠した母艦を拠点としていたが、シノの寄壊蟲で全ての船体を破壊されて壊滅、生き残った者たちもアンコールバンティアンからの砲撃に巻き込まれて全滅し、一方のアンコールバンティアンにいた者達も、暴走した零尾の巻き添えを食らって全滅した。
零尾（れいび）
人の心にあるマイナスの思いをエネルギーとする化け物。顔には「零」と書かれた白い仮面のようなものを付け、大蛇のような長い体から無数の触手を出し、敵を攻撃する。零尾に関する巻物は神農が木ノ葉で発見した。作中では神農の死がショックだったアマルに憑依し、具現化。なお、一人につき憑依できるのは一度だけである。
アンコールバンティアン
遺跡に偽装されていた、空の国の空中要塞。「王の都の砦」を意味する。神農は零尾を動力源としてこれを浮上させた。

## スタッフ
- 原作 - 岸本斉史
- 監督 - 亀垣一
- 脚本 - 武上純希
- キャラクターデザイン - 西尾鉄也
- メインビジュアルコンセプト - 伊藤秀次
- 絵コンテ - 佐々木守、水野和則、東出太、亀垣一
- 演出 - 古川順康、水野和則、東出太
- 総作画監督 - 佐々木守
- 作画監督 - 佐々木守、堀内博之、楠本祐子、小西賢一、桝田浩史、鈴木博文
- エフェクト作画監督 - 枡田浩史、伊藤秀次
- 美術 - 長崎斉、池田祐二
- 色彩設計 - いわみみか。
- 3DCGI監督 - 呉新紅
- 撮影監督 - 松本敦穂
- 編集 - 及川雪江、森田清次
- 音楽 - 高梨康治、刃-yaiba-
- 音響監督 - えびなやすのり
- 録音演出 - 神尾千春
- プロデューサー - 深沢幹彦、松井将司
- アニメーション制作 - studioぴえろ
- 製作 - 劇場版NARUTO製作委員会（テレビ東京、集英社、ぴえろ、アニプレックス、電通、バンダイ）

## 主題歌
- HOME MADE 家族「NO RAIN NO RAINBOW」

## 映像ソフト化
- 本編のDVDは特別限定版及び通常版含め2009年4月22日発売。